# Allodus
Allodus is een geslacht van roesten uit de familie Pucciniaceae. De typesoort is Allodus podophylli, maar deze is later heringedeeld naar het geslacht Puccinia, as Puccinia podophylli.

## Soorten
Volgen Index Fungorum telt dit geslacht zeven soorten (peildatum januari 2024):
| Soortnaam             | Auteur(s)                                          | Publicatiejaar |
| --------------------- | -------------------------------------------------- | -------------- |
| Allodus giliae        | (Peck) Orton                                       | 1916           |
| Allodus ludwigiae     | (Ellis & Everh.) Orton                             | 1916           |
| Allodus prostii       | (Moug. ex Duby) S. Ullah, Aime, M. Abbasi & Khalid | 2019           |
| Allodus rubicunda     | (Holw.) Arthur & Orton                             | 1921           |
| Allodus scaberistipes | Arthur & Orton                                     | 1921           |
| Allodus subangulata   | (Holw.) Orton                                      | 1916           |
| Allodus superflua     | (Holw.) Orton                                      | 1916           |